# Élections sénatoriales de 1989 dans les Hautes-Alpes
L'élection sénatoriale dans les Hautes-Alpes a eu lieu le dimanche 24 septembre 1989. 
Elle a eu pour but d'élire le sénateur représentant le département au Sénat pour un mandat de neuf années.

## Contexte départemental
Lors des élections sénatoriales du 28 septembre 1980 dans les Hautes-Alpes, un sénateur a été élu, Émile Didier (MRG).
Depuis, tous les effectifs du collège électoral des grands électeurs ont été renouvelés, avec les élections législatives de 1988 dans les Hautes-Alpes, les élections régionales françaises de 1998, les élections cantonales de 1985 et 1988 et les élections municipales françaises de 1989.

## Rappel des résultats de 1980
|                | Émile Didier         | MRG            | 203 | 65,70  |  |  |
|                | Georges Kouyoumdjian | PS             | 70  | 22,65  |  |  |
|                | Claude Wursteisen    | PCF            | 36  | 11,65  |  |  |
|                |                      |                |     |        |  |  |
| Inscrits       | Inscrits             | Inscrits       | 339 | 100,00 |  |  |
| Abstentions    | Abstentions          | Abstentions    | 1   | 0,29   |  |  |
| Votants        | Votants              | Votants        | 338 | 99,71  |  |  |
| Blancs et nuls | Blancs et nuls       | Blancs et nuls | 29  | 8,55   |  |  |
| Exprimés       | Exprimés             | Exprimés       | 309 | 91,15  |  |  |

## Sénateurs sortants
| Sénateur | Sénateur     | Parti | Fonctions lors de l'élection en 1980           |
| -------- | ------------ | ----- | ---------------------------------------------- |
|          | Émile Didier | MRG   | Sénateur sortant, président du conseil général |

## Présentation des candidats
Les nouveaux représentants sont élus pour une législature de 9 ans au suffrage universel indirect par les 375 grands électeurs du département. 
Dans les Hautes-Alpes, le sénateur est élu au scrutin majoritaire à deux tours. 
| Candidats | Candidats         | Parti | Principale fonction                              |
| --------- | ----------------- | ----- | ------------------------------------------------ |
|           | Jean Guigli       | PCF   | Conseiller municipal de Gap                      |
|           | Robert de Caumont | PS    | Conseiller régional, maire de Briançon           |
|           | Marcel Lesbros    | UDF   | Président du conseil général, maire de La Saulce |

## Résultats
|                | Marcel Lesbros    | UDF            | 214 | 59,94  |  |  |
|                | Robert de Caumont | PS             | 122 | 34,17  |  |  |
|                | Jean Guigli       | PCF            | 21  | 5,88   |  |  |
|                |                   |                |     |        |  |  |
| Inscrits       | Inscrits          | Inscrits       | 375 | 100,00 |  |  |
| Abstentions    | Abstentions       | Abstentions    | 4   | 1,07   |  |  |
| Votants        | Votants           | Votants        | 371 | 98,93  |  |  |
| Blancs et nuls | Blancs et nuls    | Blancs et nuls | 14  | 3,73   |  |  |
| Exprimés       | Exprimés          | Exprimés       | 357 | 95,20  |  |  |